# Secutor hanedai
Secutor hanedai is een  straalvinnige vissensoort uit de familie van ponyvissen (Leiognathidae). De wetenschappelijke naam van de soort is voor het eerst geldig gepubliceerd in 1989 door Mochizuki & Hayashi.
De soort staat op de Rode Lijst van de IUCN als niet bedreigd, beoordelingsjaar 2009. De omvang van de populatie is volgens de IUCN dalend.